# NGC 3540
NGC 3540 је спирална галаксија у сазвежђу Велики медвед која се налази на NGC листи објеката дубоког неба.
Деклинација објекта је + 36° 1' 17" а ректасцензија 11h 9m 16,0s. Привидна величина (магнитуда) објекта NGC 3540 износи 13,8 а фотографска магнитуда 14,8. NGC 3540 је још познат и под ознакама NGC 3548, UGC 6196, MCG 6-25-11, CGCG 185-11, NPM1G +36.0243, PGC 33806.